# Amt Tawern
Das Amt Tawern war ein Verwaltungsbezirk (Amt) im Landkreis Saarburg im Regierungsbezirk Trier.
Nach dem Preußischen Gemeindelexikon von 1930 war der Landkreis in folgende Ämter eingeteilt:
Freudenburg, Irsch-Beurig, Orscholz, Perl, Saarburg-Land, Sinz-Nennig, Tawern und Zerf.
1931 war der Verwaltungssitz in Tawern und der Bürgermeister hieß Herresthal.
Die Amtsvertretung hatte 24 Sitze.
Von den 5778 Einwohnern waren 5691 katholisch, 40 evangelisch und 47 israelisch.
Die Gesamtfläche betrug 5688 Hektar (ha), davon bebaute Fläche 66 ha, Ackerland 3162 ha, Wald- und Wiesenfläche 1773 ha.
Zugehörige Gemeinden waren (Stand 1931):
1. Gemeinde Kanzem: Mischgemeinde
2. Gemeinde Fellerich: Landwirtschaftsgemeinde
3. Gemeinde Fisch: Landwirtschaftsgemeinde
4. Gemeinde Köllig: Landwirtschaftsgemeinde
5. Gemeinde Nittel: Mischgemeinde
6. Gemeinde Onsdorf: Landwirtschaftsgemeinde
7. Gemeinde Rehlingen: Mischgemeinde
8. Gemeinde Tawern: Mischgemeinde
9. Gemeinde Temmels: Mischgemeinde
10. Gemeinde Wawern: Mischgemeinde
11. Gemeinde Wellen: Industriegemeinde (Kalksteinbrüche)

## Geschichte
Das Amt Tawern entstand 1927 aus der Bürgermeisterei Tawern, kam 1968 zur Verbandsgemeinde Tawern und 1970 zur Verbandsgemeinde Konz.